# 풍토병
역학에서 풍토병(風土病, 영어: endemic 엔데믹[*])은 자연 환경이나 생활 습관 등으로 제한된 지역에 정착해 유행을 반복하는 질병이다.
지역에 존재하는 기생충, 병균의 숙주 동물(쥐, 모기 따위) 같은 요인에 의해 감염병이 풍토병으로 존재하기도 하고, 쿠루병처럼 식인 같은 악습에 의해 지역에 다발, 풍토병이 된 것도 있다. 몽골 등의 내륙 지방에서는 요오드 결핍증이 풍토병으로 존재하기도 한다.
역학에서는 감염병이 특정 지역의 집단(개체군)으로 유입되지 않으면서 그 안에서 일정 수준으로 꾸준히 발병할 때, 이 질환을 풍토병으로 정의한다. 예를 들어 영국을 기준으로 수두는 풍토병이지만 말라리아는 그렇지 않다. 매년 영국에서 말라리아 발병이 몇 건 보고되기는 하지만, 관련 매개체인 학질모기가 없으므로 사회에서 지속적으로 전염되지 않기 때문이다.
사람 사이에서 옮는 어떤 감염병이 있을 때, 감염자 한 명이 평균적으로 다른 한 명을 감염시킬 경우 이 감염병을 풍토병으로 부를 수 있다. 전체 집단(개체군)에서 면역이 없는 개체가 차지하는 비율을 {\displaystyle S}라고 하자. 특정 감염병에 완전히 면역력이 없는 집단에서 ({\displaystyle S=1}) 그 감염병이 풍토병이라면 기초감염재생산수({\displaystyle R_{0}})의 값이 1이어야 한다. 면역이 있는 개체가 어느 정도 있을 때 ({\displaystyle 0<S<1}) 그 병이 풍토병이라면 기초감염재생산수({\displaystyle R_{0}})와 면역이 없는 개체의 비율({\displaystyle S})의 곱이 1이 되어야 한다. 즉 어떤 질병이 풍토적 정상 상태 (endemic steady state)에 있기 위해서는 다음을 만족해야 한다:
{\displaystyle R_{0}\times S=1}
이 경우 감염병은 소멸하지도 않고 감염자 수를 지수적으로 늘리지도 않으면서 풍토적 정상 상태를 유지한다. 감염병이 초기에 유행병으로 시작됐다 해도 결국 소멸하거나 (이론적으로 주기적인 재확산이 예측될 수 있다) 풍토적 정상 상태에 다다를 것이다. 여기에는 감염력, 감염 경로 등 다양한 요인이 작용한다.
만약 집단 내에서 어떤 감염병이 풍토적 정상 상태이면 위 관계를 이용하여 기초감염재생산수({\displaystyle R_{0}})를 추정할 수 있다. 이는 중요한 매개변수로써 감염병 관련 수학적 모델을 만드는 데에 적용된다.

## 같이 보기
- 유행병
- 감염병
- 범유행(팬데믹)
- 기초감염재생산수